# Muschampia poggei
Muschampia poggei is een vlinder uit de familie van de dikkopjes (Hesperiidae). De wetenschappelijke naam van de soort is voor het eerst gepubliceerd in 1858 door Julius Lederer.
De soort komt voor in Syrië.